# Vado a vivere a New York
Vado a vivere a New York (Naked in New York) è un film statunitense del 1993 diretto da Daniel Algrant.

## Trama
Jake è un bambino rimasto orfano che ha sviluppato sin dall'infanzia un interesse precoce per le attività artistiche, in particolare la scrittura cinematografica. Crescendo Jake si trova a un bivio: adattarsi a una vita normale oppure cercare di sfondare trasferendosi a New York, lasciando la sua vita ordinaria e la sua giovane promessa sposa. Lo aspetta un regista che vuole realizzare la sua commedia e incontri con le più grandi star del cinema.